# Vernon (Utah)
Vernon es una localidad del condado de Tooele, estado de Utah, Estados Unidos. Según el censo de 2000 la población era de 236 habitantes.

## Geografía
Vernon se encuentra en las coordenadas 40°5′45″N 112°27′0″O / 40.09583, -112.45000.
Según la oficina del censo de Estados Unidos, la localidad tiene una superficie total de 19,5 km². No tiene superficie cubierta de agua.
- Datos: Q482439
- Multimedia: Vernon, Utah / Q482439